# Eliseu van de Weijer
Eliseu van de Weijer OCarm (* 29. Dezember 1880 in Harderwijk, Gelderland, Niederlande; † 25. Januar 1966) war ein niederländischer Ordensgeistlicher, römisch-katholischer Bischof und Prälat von Paracatu.

## Leben
Eliseu van de Weijer trat in den Karmelitenorden ein und empfing nach dem Studium der katholischen Theologie am 17. Juni 1905 das Sakrament der Priesterweihe.
Papst Pius XII. ernannte ihn am 25. Mai 1940 zum ersten Prälaten der bereits 1929 errichteten Territorialprälatur Paracatu und zum Titularbischof von Gor. Der Apostolische Nuntius in Brasilien, Erzbischof Benedetto Aloisi Masella, spendete ihm am 27. Oktober desselben Jahres die Bischofsweihe. Mitkonsekratoren waren der Erzbischof von Cuiabá, Francisco de Aquino Correa SDB, und der Bischof von Barra do Piraí, José André Coimbra.
Am 14. April 1962 nahm Papst Johannes XXIII. seinen Rücktritt als Prälat von Paracatu an.